# Эредия, Рамон
Рамон Армандо Эредия Руарте (исп. Ramón Armando Heredia Ruarte; род. 26 февраля 1951, Кордова, Аргентина) — аргентинский футболист и футбольный тренер. Выступал на позиции защитника.

## Клубная карьера
Рамон Эредия начинал свою профессиональную футбольную карьеру в 1969 году в аргентинском клубе «Сан-Лоренсо». С этой командой Эредия завоевал 2 чемпионских титула в 1972 году. В 1973 году он перешёл в испанский «Атлетико Мадрид».

## Международная карьера
Рамон Эредия попал в состав сборной Аргентины на Чемпионате мира 1974 года. Из 6-и матчей Аргентины на турнире Эредия появлялся во всех 6-и. В первой игре первого группового этапа против сборной Польши он на 60-й минуте забил гол. Эредия провёл все игры сборной Аргентины на этом чемпионате без замен.

## Достижения

### Клубные
Сан-Лоренсо
- Чемпионат Аргентины (2): Метрополитано 1972 (чемпион), Насьональ 1972 (чемпион)

Атлетико Мадрид
- Межконтинентальный кубок (1): 1974 (победитель)
- Кубок Испании (1): 1975/1976 (победитель)
- Чемпионат Испании (1): 1976/1977 (чемпион)